# Downingia pulchella
Downingia pulchella är en klockväxtart som först beskrevs av John Lindley, och fick sitt nu gällande namn av John Torrey. Downingia pulchella ingår i släktet Downingia och familjen klockväxter. Inga underarter finns listade i Catalogue of Life.